# La Ramajería
La Ramajería és una subcomarca de la comarca de Vitigudino, a la província de Salamanca (Castella i Lleó). Els seus límits no es corresponen amb una divisió administrativa, sinó amb una denominació històric-tradicional i etnogràfica. Ocupa una superfície de 741,28 km².
La comarca comprèn 23 municipis: Almendra, Ahigal de Villarino, Barceo, Barruecopardo, Brincones, Cabeza del Caballo, Cerezal de Peñahorcada, El Manzano, El Milano, Encinasola de los Comendadores, Guadramiro, Iruelos, La Peña, La Vídola, La Zarza de Pumareda, Puertas, Saldeana, Sanchón de la Ribera, Trabanca, Valderrodrigo, Valsalabroso, Villar de Samaniego i Villasbuenas. Dintre de la comarca, els municipis de Barruecopardo, Cabeza del Caballo, Cerezal de Peñahorcada, La Peña, Saldeana i La Zarza de Pumareda formen part del Parc Natural d'Arribes del Duero.

## Etimologia
Segons el professor Antonio Llorente Maldonado, la denominació de Ramajería que sosté Fernando de Gotta és la més adequada. Ramajero és el bestiar boví de la zona de Vitigudino que en les èpoques de falta de pastures ha de recórrer a les branques dels roures per a poder sobreviure. És bestiar que es manté de vegades a força de brancatge o "ramón", d'aquí "ramajero", i per extensió "ramajero" hauria passat a significar, habitant d'aquesta comarca. Després sorgiria el macrotoponímic: Ramajería, com a terra dels ramajeros.